# Ludisia discolor
Ludisia discolor är en orkidéart som först beskrevs av Ker Gawl., och fick sitt nu gällande namn av Achille Richard. Ludisia discolor ingår i släktet Ludisia och familjen orkidéer. Inga underarter finns listade i Catalogue of Life.

## Bildgalleri

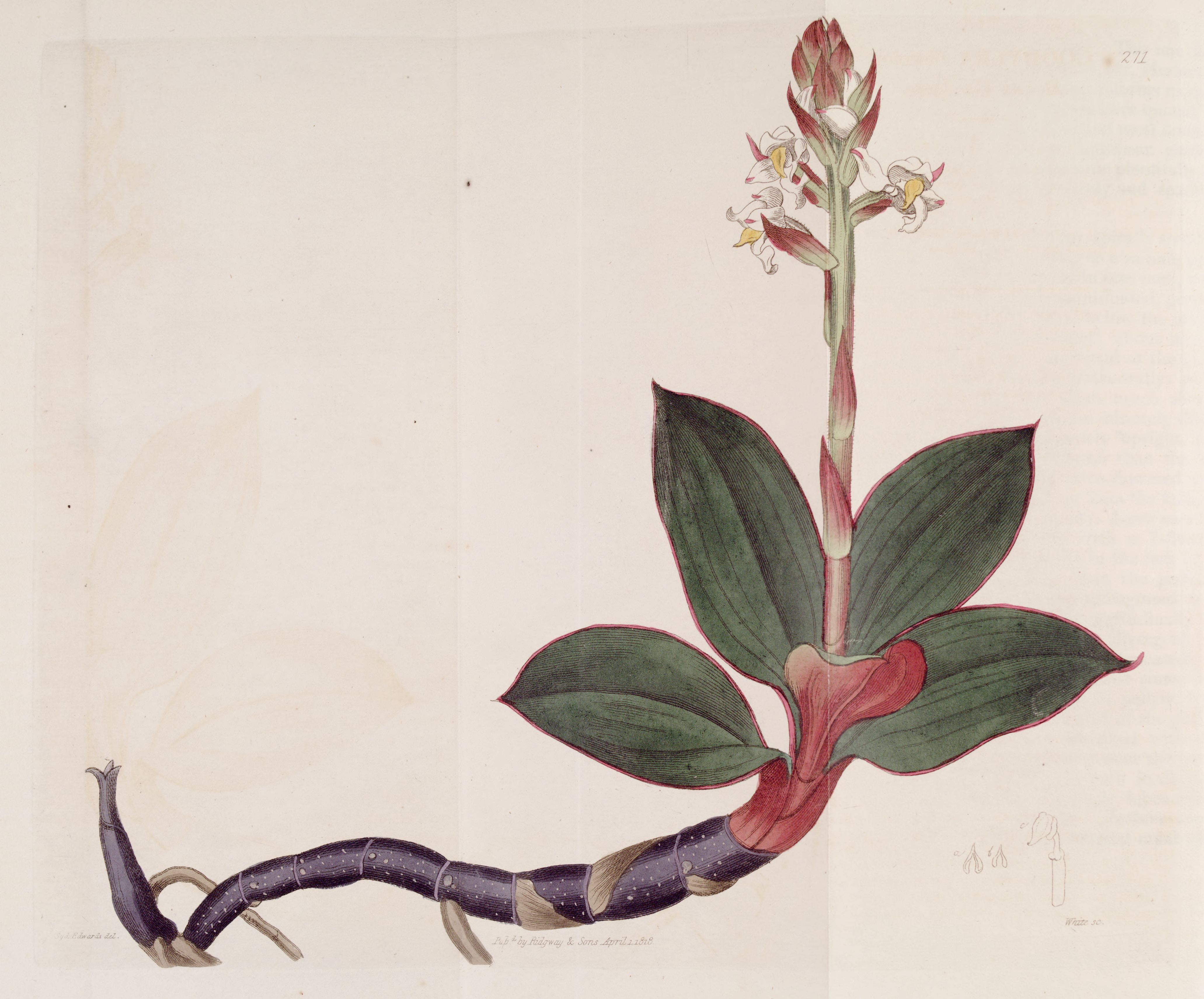
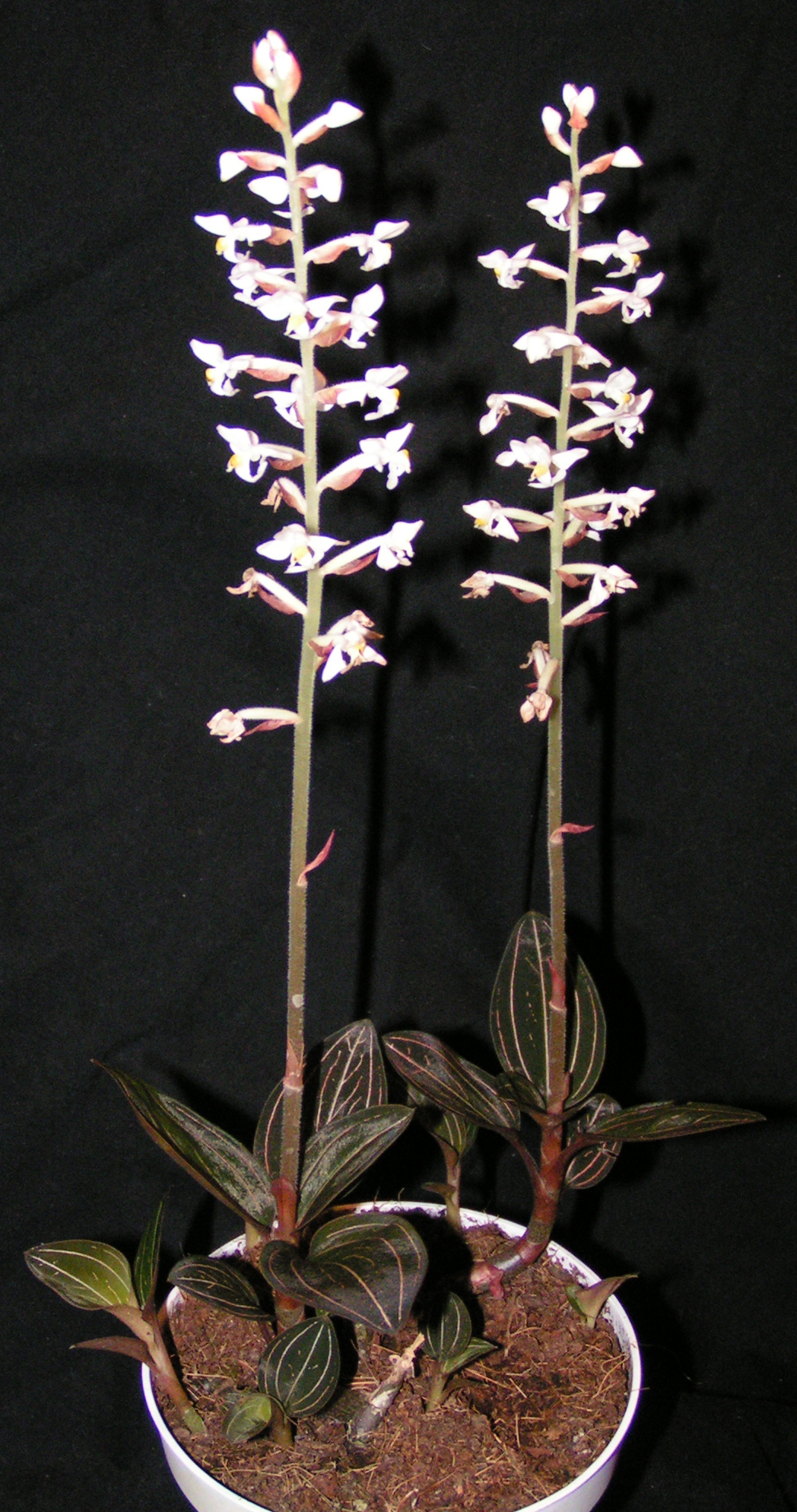
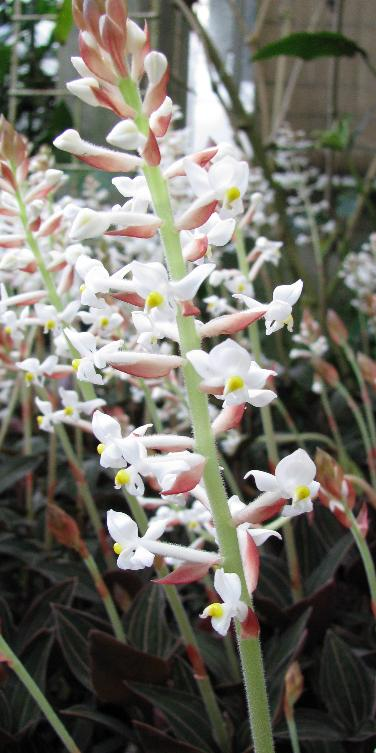
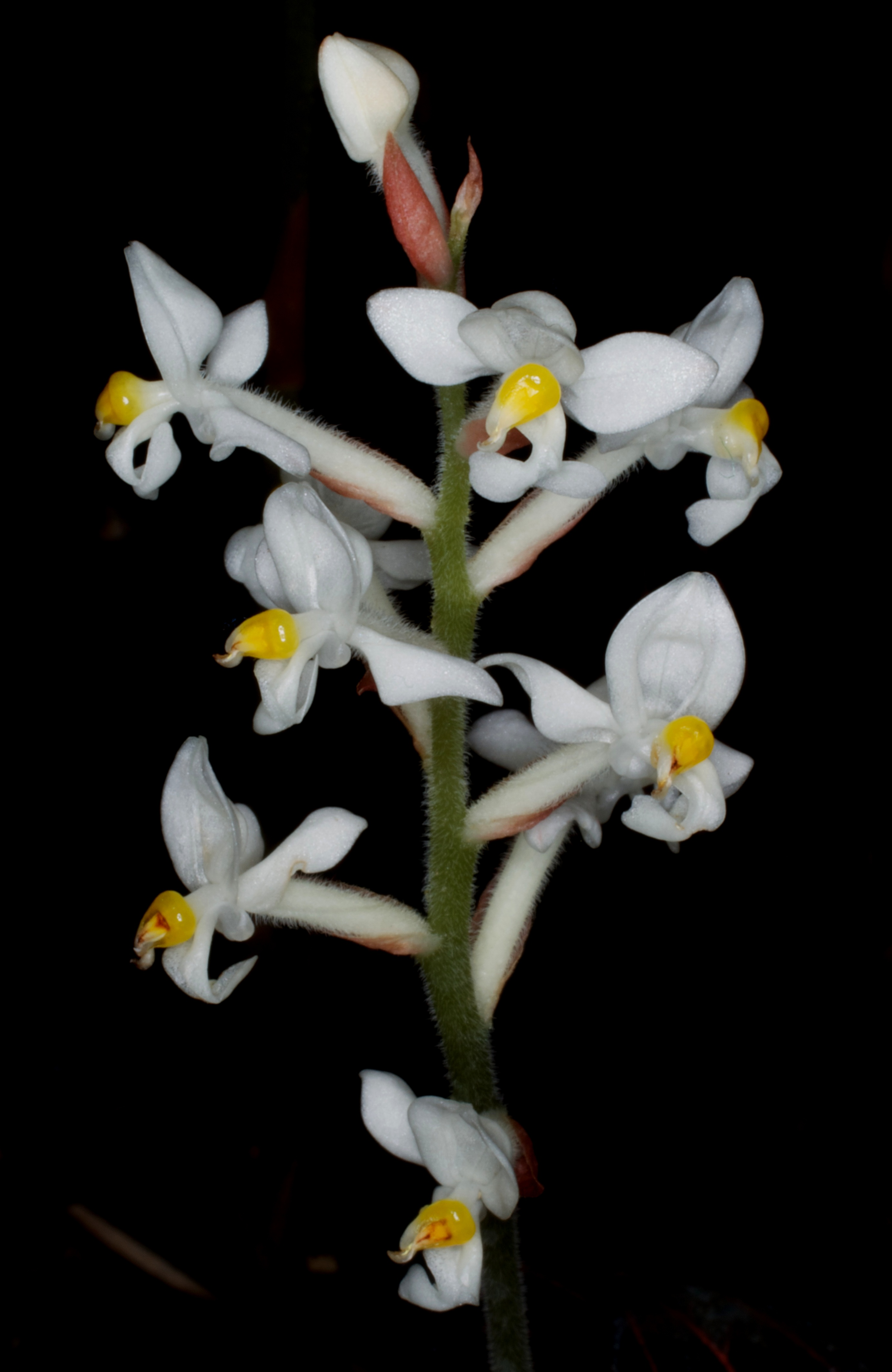
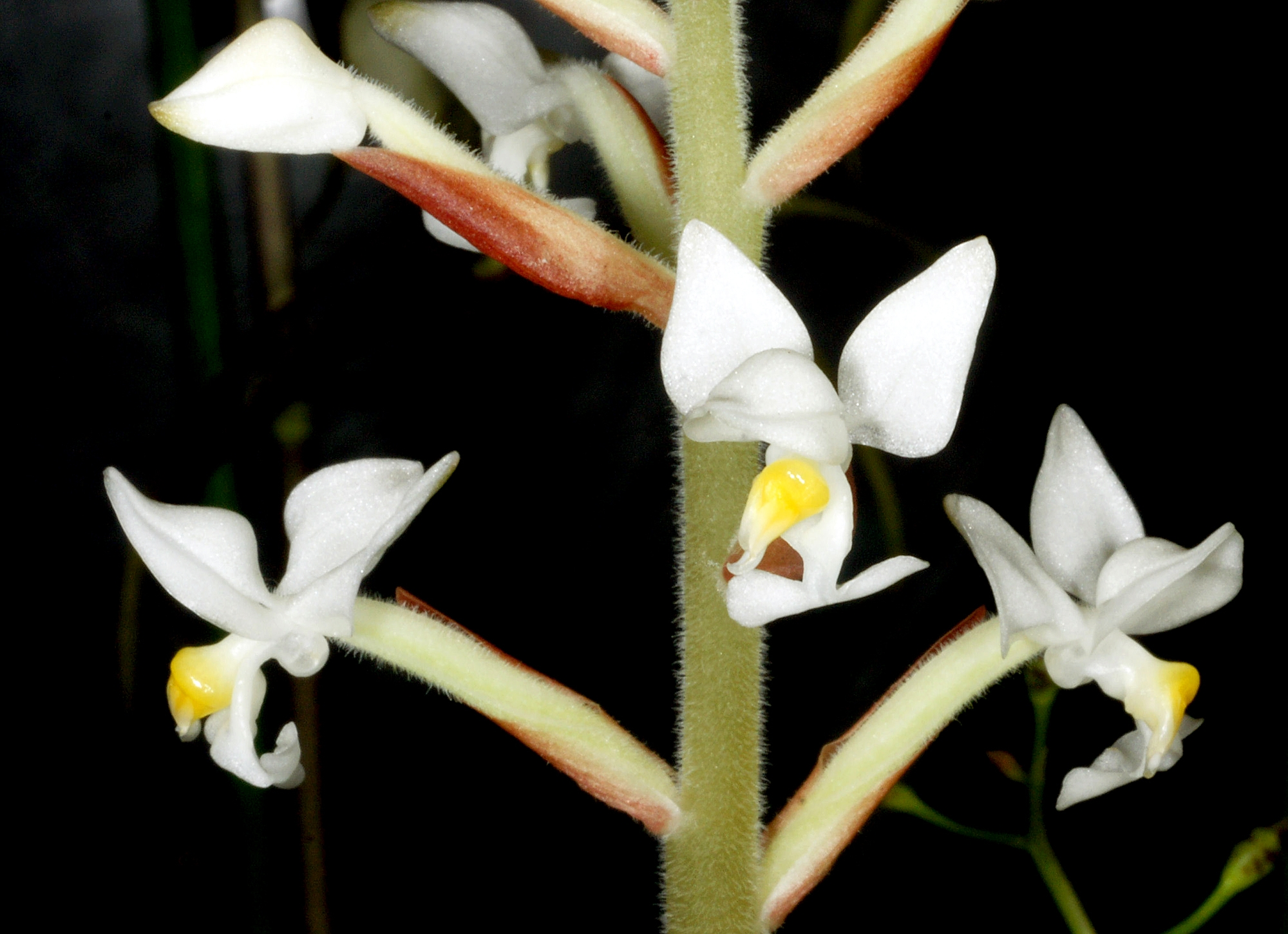
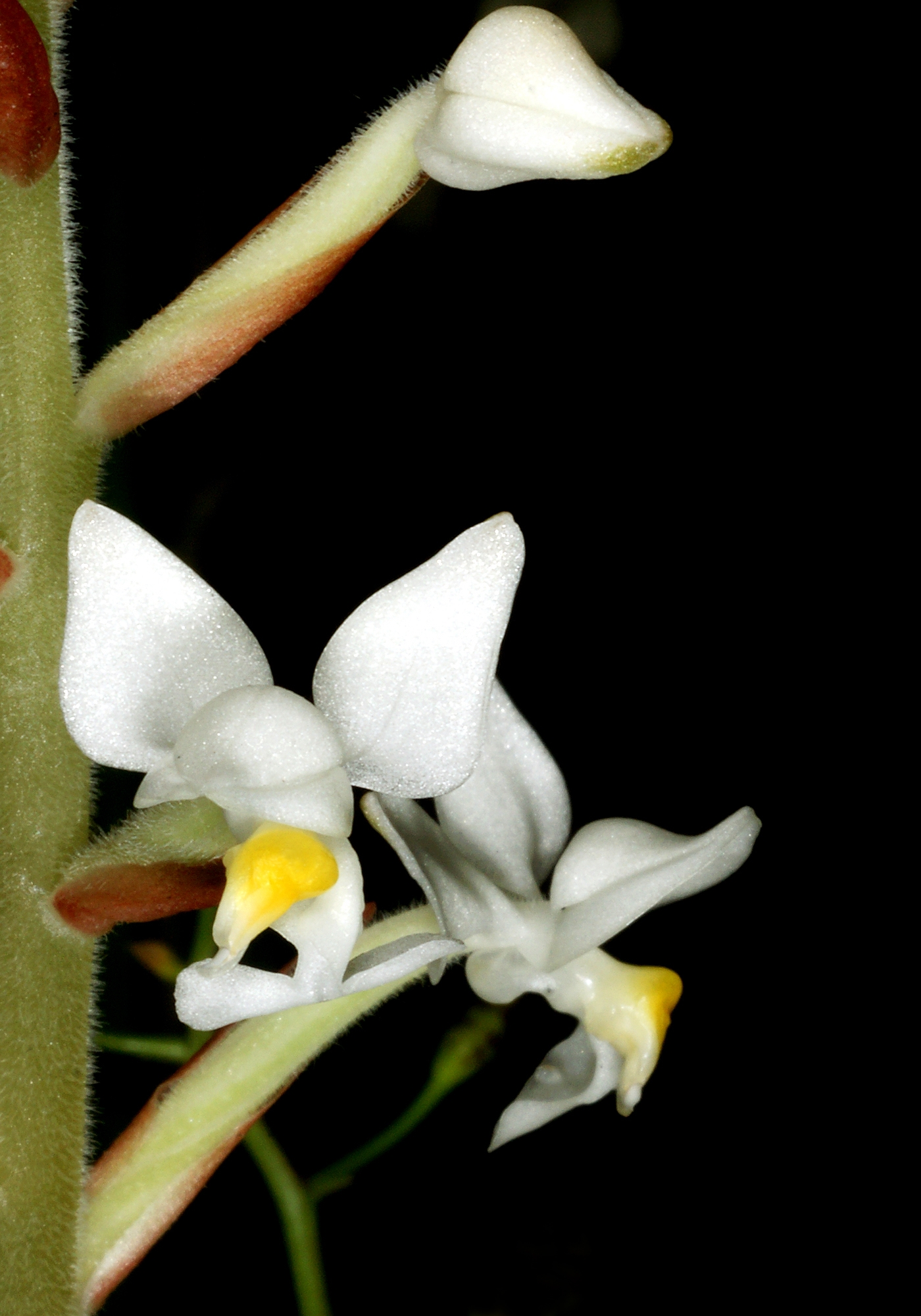